# Tour du Pays Roannais
Le Tour du Pays Roannais, originellement appelé Tour de la Côte Roannaise, est une épreuve cycliste à étapes se déroulant chaque année au mois de juillet dans le département de la Loire. Elle est inscrite au calendrier national de la Fédération française de cyclisme.
L'édition 2020 est annulée en raison de la pandémie de Covid-19.

## Palmarès
Voici le palmarès de l'épreuve :
| Année | Vainqueur                   | Deuxième                 | Troisième           |
| ----- | --------------------------- | ------------------------ | ------------------- |
| 1989  |                             |                          |                     |
| 1990  | Henryk Charucki (pl)        | Jacek Bodyk              | Daniel Vanicat      |
| 1991  | Francisque Teyssier         | Hervé Arsac              | Patrick Bérard      |
| 1992  | Jacques Dufour              | Hervé Arsac              | Marc Thévenin       |
| 1993  | Stéphane Goubert            | Richard Bintz            | Jean-Michel Lance   |
| 1994  | Marc Thévenin               | Christophe Agnolutto     | Richard Bintz       |
| 1995  | Nicolas Dumont              | Grzegorz Rosoliński (pl) | Frédéric Bessy      |
| 1996  | Vincent Cali                | Marc Thévenin            | Lionel Guest        |
| 1997  | Christophe Oriol            | Alexandre Vinokourov     | Marc Thévenin       |
| 1998  | Benoît Luminet              | Cédric Célarier          | Marc Thévenin       |
| 1999  | Marc Thévenin               | Pascal Peyramaure        | Hervé Arsac         |
| 2000  | Bertrand Mercier            | Jérémie Dérangère        | David Pagnier       |
| 2001  | Stéphane Auroux             | Marc Thévenin            | Benoît Luminet      |
| 2002  | Cédric Célarier             | Wolfgang Murer           | Benoît Luminet      |
| 2003  | Franck Champeymont          | Samuel Plouhinec         | Guillaume Lejeune   |
| 2004  | Noan Lelarge                | Thierry Loder            | Rémi Pauriol        |
| 2005  | Rene Mandri                 | Benoît Luminet           | Loïc Herbreteau     |
| 2006  | Jérôme Coppel               | Ludovic Martin           | Alexandre Aulas     |
| 2007  | Ignatas Konovalovas         | Maxime Bouet             | Jonathan Rosenbrier |
| 2008  | Benoît Luminet              | David Tanner             | Nicolas Inaudi      |
| 2009  | Cédric Jeanroch             | Olivier Grammaire        | Thomas Lebas        |
| 2010  | Tanel Kangert               | Thomas Lebas             | Yoann Barbas        |
| 2011  | Matthieu Converset          | Olivier Lefrançois       | Yoann Michaud       |
| 2012  | Thomas Rostollan            | Christophe Goutille      | Jeroen Hoorne       |
| 2013  | Frédéric Talpin             | David Desmecht           | Floris De Tier      |
| 2014  | Julien Guay                 | Frédéric Talpin          | Axel Gagliardi      |
| 2015  | Guillaume Bonnet            | Axel Gagliardi           | Jérémy Maison       |
| 2016  | José Luis Rodríguez Aguilar | Matthieu Converset       | Rémy Mertz          |
| 2017  | Benoît Cosnefroy            | Aurélien Doléatto        | Grégoire Tarride    |
| 2018  | Adrien Guillonnet           | Morne van Niekerk        | Léo Boileau         |
| 2019  | Sten Van Gucht              | Mickaël Guichard         | Jimmy Raibaud       |
| 2020  | annulé                      | annulé                   | annulé              |
| 2021  | Stefan Bennett              | Clément Didier           | Jacques Lebreton    |
| 2022  | Arnaud Tissières            | Tao Quemere              | Oliver Knight       |
| 2023  | Artus Jaladeau              | Baptiste Huyet           | Tom Donnenwirth     |
| 2024  | Antoine Berger              | Baptiste Troja           | Mattéo Gaudel       |
| 2025  | Thibault Clément            | Louka Lesueur            | Baptiste Troja      |